# Moeda (peça)

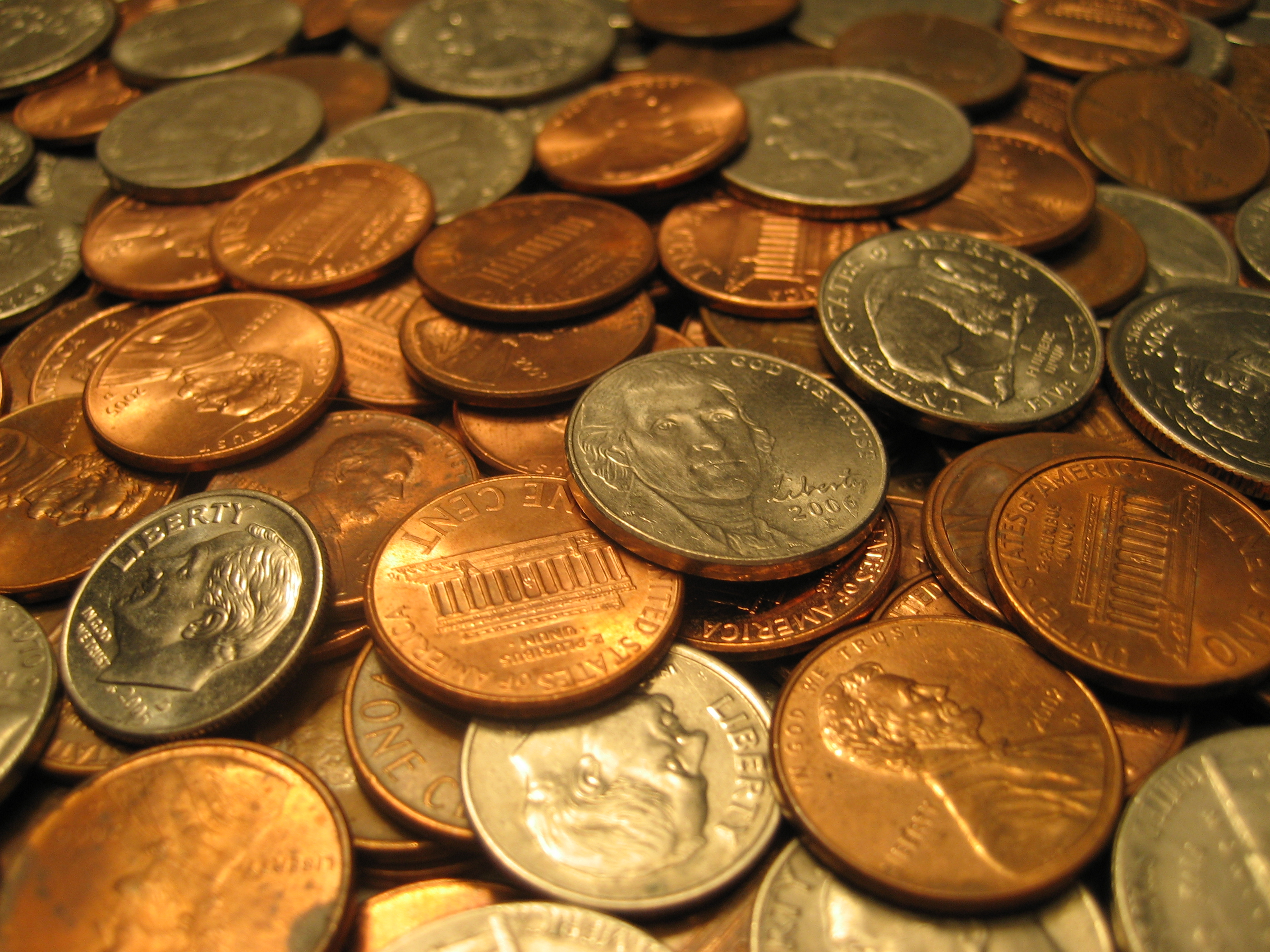
Uma pilha de moedas.

Moeda é uma peça fabricada em material resistente, geralmente metal, costumeiramente em formato de disco, e empregada como dinheiro. Tradicionalmente, as moedas possuíam valor equivalente ao valor do metal em que eram confecionadas (cobre, ouro ou prata, por exemplo). O estudo e coleção de cédulas, moedas e medalhas designa-se numismática.
Os indícios mais antigos de utilização de moedas são da China, no período de 1 100 a.C.. No âmbito europeu e mediterrânico a moeda apareceu pela primeira vez no século VI a.C. na Ásia Menor, na Lídia. Dali o seu uso estendeu-se para a Grécia Antiga, e os fenícios disseminaram o seu uso por toda a área mediterrânica.
O processo de fabrico partia originalmente de um pedaço de metal , geralmente precioso, que após ser transformado em um disco plano com determinado peso, era cunhado com a imagem do governante ou alguma outra imagem representativa de um rosto em um de seus lados, enquanto que o outro abrigava geralmente mensagens propagandísticas, entre outras. Até há alguns séculos, o disco não possuía limites fixos, motivo pelo qual era frequente o recorte da moeda, que consistia em raspar as bordas para confeccionar com elas moedas falsas e/ou adquirir metais preciosos. Para evitar isto, as moedas passaram a ter ranhuras laterais, e apesar de hoje em dia estas não serem mais feitas com metais preciosos, tornando as ranhuras desnecessárias , o hábito de colocá-las permaneceu.

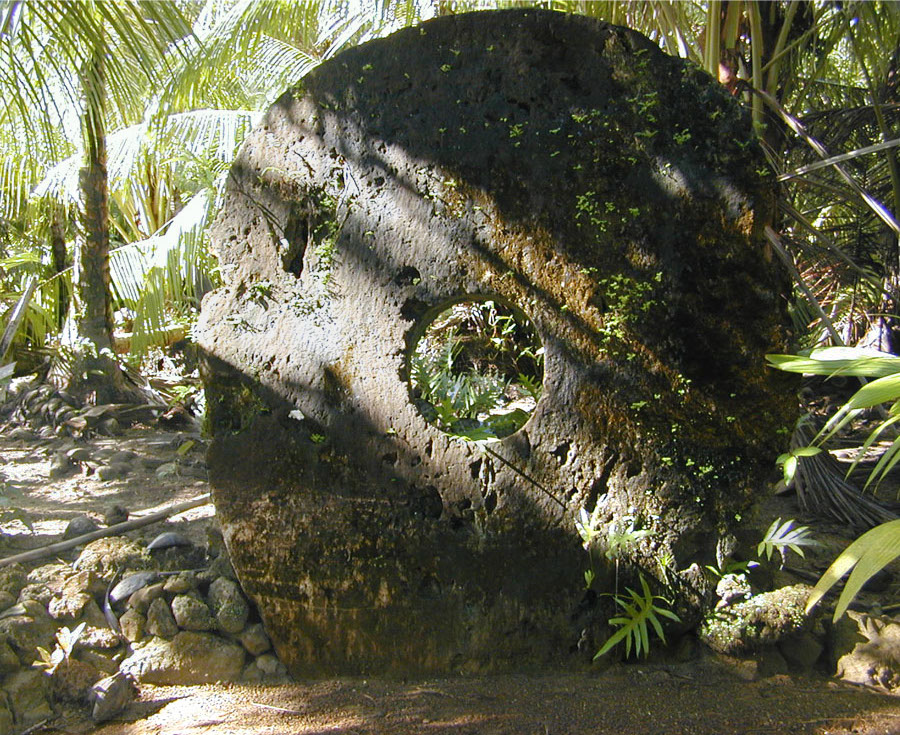
Um antigo disco de pedra usado como moeda na ilha de Yap.

Historicamente, uma variedade considerável de metais de cunhagem (incluindo ligas) e outros materiais (por exemplo, porcelana) têm sido usados para produzir moedas para circulação, coleção e investimento em metal: moedas de ouro costumam servir como depósitos mais convenientes de quantidade e pureza garantida de metal do que outros ouro.
Devido ao valor da moeda residir originalmente no próprio material com que era feita, muitos soberanos foram levados a diminuir o conteúdo em material precioso (geralmente, ligas de prata) ou baixar o peso da peça.
O denário romano, por exemplo, surgiu no período republicano como moeda de prata, e terminou, na época de Diocleciano, como uma moeda de cobre, perdendo seu valor através dos séculos. Para manter pelo menos a aparência de valor, muitas moedas de cobre eram tratadas na antiguidade em banhos de sais de prata, que formavam uma fina capa na superfície da moeda. Após um período de breve circulação, esta capa desfazia-se.
Ainda que a forma mais comum da moeda seja a de um disco de metal facilmente transportável, em diferentes culturas desenvolveram-se formatos diferentes, indo desde colares de conchas marinhas ou sementes de cacau na cultura maia, até gigantescas pedras com um furo no meio, como na ilha de Yap , no Pacífico.